# Aichryson pachycaulon
Aichryson pachycaulon es una especie de planta tropical con hojas suculentas de la familia de las crasuláceas.

## Distribución geográfica
Aichryson pachycaulon es un endemismo de las Islas Canarias.

## Descripción
Aichryson pachycaulon es un endemismo canario con varias subespecies: ssp.pachycaulon, en Fuerteventura; ssp.gonzalezhernandezii (Kunk.) Bramw., en La Gomera; ssp.immaculatum (Webb ex Christ) Bramw., en Tenerife; ssp.parviflorum (Bolle) Bramw., en La Palma y ssp.praetermissum Bramw., en Gran Canaria. Pertenece al grupo de especies herbáceas glabras o subglabras. Se diferencia por el borde de las hojas, que no es crenulado-morado y por sus flores pequeñas.

## Taxonomía
Aichryson pachycaulon fue descrita por Carl Bolle  y publicado en Bonplandia 7:  1859.
Etimología
Ver: Aichryson
pachycaulon: epíteto que procede de pachys, que significa "grueso" y kaulos, que significa "tallo", aludiendo a los tallos de esta planta.
Sinonimia
- Aichryson gonzalezhernandezii G.Kunkel
- Aichryson gonzalezherndandezii Kunkel
- Aichryson immaculatum Webb ex H.Christ
- Sempervivum immaculatum (Webb ex H.Christ) H.Christ
- Aichryson parviflorum Bolle